# تصريح 28 فبراير
تصريح 28 فبراير 1922 هو تصريح اعلنته بريطانيا من طرف واحد في لندن والقاهرة في هذا التاريخ. أعلنت فيه إنهاء الحماية البريطانية على مصر، وأن مصر " دولة مستقلة ذات سيادة "، لكن احتفظت بريطانيا بحق تأمين مواصلات امبراطوريتها في مصر، وحقها في الدفاع عنها ضد أي اعتداء أو تدخل أجنبي، وحماية المصالح الأجنبية والأقليات فيها، وإبقاء الوضع في السودان على ما هو عليه. وتحولت السلطنة المصرية بناء عليه إلى المملكة المصرية.

## خلفية تاريخية
كانت الحركة الوطنية تسعى في ذلك الوقت إلى تحرير مصر من الاحتلال البريطاني وليس الانفصال عن الدولة العثمانية والاستقلال التام عنها لأن ذلك في نظر الشعب المصري من شأنه أن يفتت وحدة العالم الإسلامي، ولكن هذا الوضع أخذ يتغير عندما قامت الحرب العالمية الأولى(1914 – 1918م) ودخلت الدولة العثمانية في حرب ضد بريطانيا، وقد انتهزت بريطانيا الفرصة لإنهاء السيادة العثمانية وفرض الحماية البريطانية في 18 ديسمبر 1914م، وفي الوقت نفسه كانت الظروف العالمية تتهيأ على نحو يخدم الشعب المصري، فلكي تجذب الولايات المتحدة شعوب العالم للتحالف ضد ألمانيا وتركيا والنمسا، لذلك أعلن رئيسها ويلسون مبدأ حق تقرير المصير ومبدأ تأليف عصبة الأمم لحل المشكلات سلمياً ودون حرب، وعند انتهاء الحرب وهزيمة الدولة العثمانية وسقوط فكرة الجامعة الإسلامية معها أدرك الشعب المصري أنه غير ملزم بقبول السيادة العثمانية وبرزت فكرة الجامعة المصرية (القومية المصرية) وهكذا تبلورت الحركة الوطنية حول فكرتين أساسيتين:
1. إنهاء الاحتلال البريطاني.
2. إعلان مصر دولة مستقلة ذات سيادة.

وقد تعلق أمل المصريين في تحقيق هذين الهدفين من خلال مؤتمر الصلح المقرر عقدة في باريس 28 يونيو 1919م، وقد رفض المندوب السامي البريطاني السماح لسعد زغلول وأصحابة بالذهاب لمؤتمر الصلح وزعم بأنهم لا يمثلون الشعب المصري لذلك ألف سعد زغلول وأعوانة (الوفد المصري) وعندما علمت بريطانيا بالتحالف قررت نفي سعد زغلول وبعض أعضاء الوفد إلى جزيرة مالطا واندلعت ثورة شعبية ضخمة في مارس 1919م رد على هذا الفعل، وقد شملت كل طوائف وطبقات الشعب تعاملت بريطانيا مع الثورة بالقمع وسفك دماء المتظاهرين ولكن في نهاية الأمر أدركت أمام عناد ثورة شعبية شاملة فسارعت بتعديل ما فعلته، وقد تمثلت التعديلات في:
1. التساهل في الإفراج عن سعد وزملائه والسماح لهم بالسفر إلى باريس.
2. سد الطريق أمام الوفد من خلال اعتراف دول المؤتمر بالحماية على مصر.
3. الحصول على اعتراف الشعب ذاته بإرسال (لجنة ملنر) لإقناعهم.

و بذلك فوجئ الوفد باعتراف المؤتمر بالحماية ولكنه لم ييأس وظل سعد زغلول في باريس يقود الحركة في مصر من خلال لجنة الوفد المركزية والتي كان لها الفضل في فشل خطة بريطانيا في إقناع الشعب حيث أمرت جميع طبقات الشعب بمقاطعة اللجنة، وهنا شعر ملنر أنه لا سبيل له في مصر سوى بالتفاوض مع سعد زغلول وبدأت المرحلة الأولى بين (سعد وملنر) وكان هدفها إلغاء الحماية البريطانية على مصر والاعتراف باستقلال مصر التام الداخلي والخارجي ولكنها فشلت بسبب إصرار بريطانيا على تحويل استقلال مصر لاستقلال شكلي عن طريق أولاً: حماية المصالح الأجنبية، ثانياً: 	حرمان مصر من إقامة أي علاقات مستقلة مع دول أخرى.

## بنود التصريح
رفض سعد زغلول إبرام أي إتفاقيات واعتقل ونُفي للمرة الثانية ولكن إلى جزيرة سيشل تمهيداً لإعلان ما عرف باسم (تصريح 28 فبراير) الذي نص على:
- إنهاء الحماية البريطانية على مصر و أن تكون دولة ذات سيادة.
- تلغى الأحكام العرفية التي أعلنت في 24 نوفمبر 1914.
- إلى حين إبرام الاتفاقيات بين الطرفين يكون لبريطانيا بعض التحفظات:

1. تأمين مواصلات الإمبراطورية البريطانية في مصر.
2. الحق في الدفاع عن مصر ضد أي اعتداءات أو تدخلات خارجية.
3. الحق في حماية المصالح الأجنبية في مصر وحماية الأقليات.
4. الحق في التصرف في السودان.

وبتحليل هذه التحفظات نجد أنها لا تعطى مصر استقلال فعلى فهي تستمر في فرض الأحكام العرفية حيث:
1. برر وجود جيش بريطاني في مصر.
2. يعني حرمان مصر من تكوين جيش مصري.
3. برر التدخلات البريطانية في شئون مصر.
4. تعني فصل مصر عن السودان.

و لذلك رفضه الشعب المصري ولكن رغم ذلك فإن أهم الايجابيات هو دخول مصر في المرحلة الليبرالية وتعني الأمة المصرية أصبحت هي مصدر السلطات فلقد تألفت لجنة لوضع الدستور الجديد (دستور 1923) ولكن الملك تدخل لإعطاء نفسه بعض الصلاحيات في الدستور للتدخل في الشئون حيث أصبح من حقه حل البرلمان دون قيد أو شرط أو إقالة الوزارة مهما كانت رغبة الشعب، ومن هنا بدء تمرد الشعب واضح من خلال الثورات والجمعيات الوطنية واغتيال الجنود الأجانب الذي أثار ذعر الجاليات الأجنبية حيث كان يتم في وضوح النهار .